# Svartån, Närke
För andra betydelser, se Svartån.

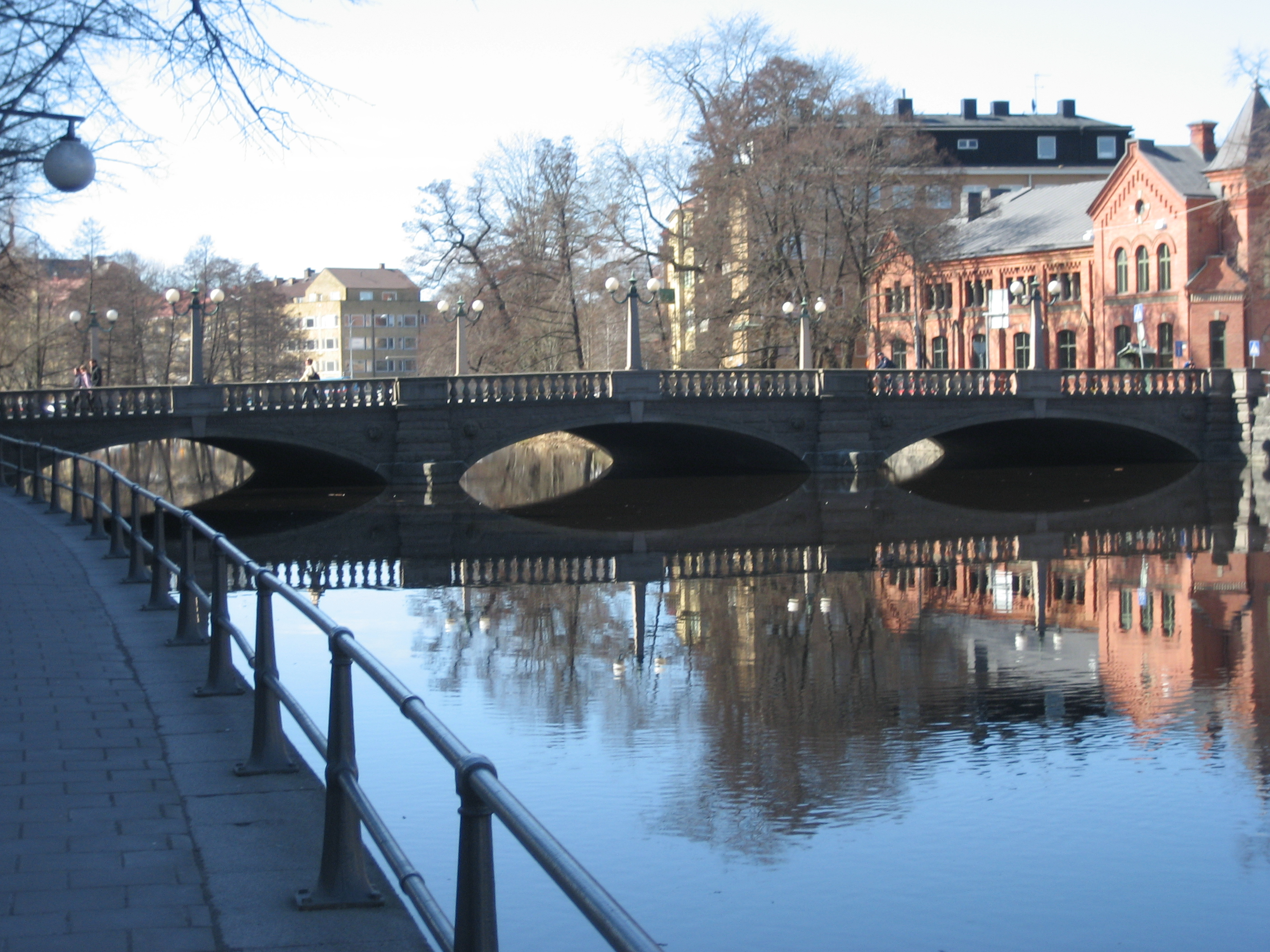
Svartån vid Vasabron.

Svartån är en å i Närke. Längden från källorna till mynningen ca 100 km, avrinningsområde 1 410 km².
Svartån i Närke är det med avseende på avrinningsområdet näst största vattendraget med detta namn i Sverige. Störst är Svartån i Östergötland.

## Lopp
Svartån uppstår i sjön Ölen (4,2 km², 112 m ö.h.), på gränsen mellan Värmland och Närke. Från Ölen tar ån ett sydligt förlopp, och rinner genom sjön Stor-Björken (4,5 km², 92 m). Efter utloppet från denna sjö passeras orten Svartå, där Svartån rinner ut i Lill-Björken (80 m). Via Svartå kvarn och Åråsa bro rinner ån vidare till sjön Toften (17,3 km², 75 m).
I Toften mottar ån sydliga tillflöden från Tiveden, dels från Borasjön (106 m) och Lången (119 m) invid gränsen mot Västergötland, dels via Laxån från Västra Laxsjön (9 km², 128 m), Östra Laxsjön (8,1 km², 131 m) och Gryten (131 m). Dessa sjöars avlopp förenar sig innan de når Toften.
Från Toften går vattendraget förbi Hasselfors till sjön Teen (5,7 km², 65 m), som upptar Stavån från söder. Från Teen går förloppet i nordostlig riktning, och upptar från väster avloppet från Multen (3,9 km², 112 m). Ån rinner därefter över Närkeslätten. Den mottar där biflöden både från slätten i söder och från Kilsbergen i väster. Längre ned mottar den tillflöde från Tysslingen (5 km², 39 m) och passerar i östlig riktning Örebro. Där passerar den Örebro kanal, varefter den via Skebäck och Oset rinner ut i Hjälmaren. Strax innan utflödet i Hjälmaren mottages Lillån, som avvattnar sjön Lången.
Hjälmaren avvattnas i sin tur av Eskilstunaån. Eftersom Svartån är Hjälmarens största tillflöde, och eftersom Eskilstunaån är Mälarens största tillflöde (åtminstone beträffande avrinningsområdet), kan Svartåns källor räknas som Norrströms yttersta källor. (Så anser till exempel SMHI i sitt vattendragsregister.) I sin tur gör det Norrströms vattenflöde till det längsta i svenska delen av Östersjön.
Svartåns medelvattenföring är 12 m³/s. Högsta uppmätta vattenföring var 108 m³/s år 1977.

## Kraftverk
Innan Svartån kommer ned på Närkesslätten bildar den flera fall, som kommit utnyttjas till kraftverk. Här kan till exempel nämnas Hasselfors. Vid Snavlunda, strax innan Örebro, har en kanal anlagts, som leder vattnet till Karlslunds kraftstation.

## Djurliv
Den rödlistade fiskarten asp leker i Örebro nedströms slussarna om våren.

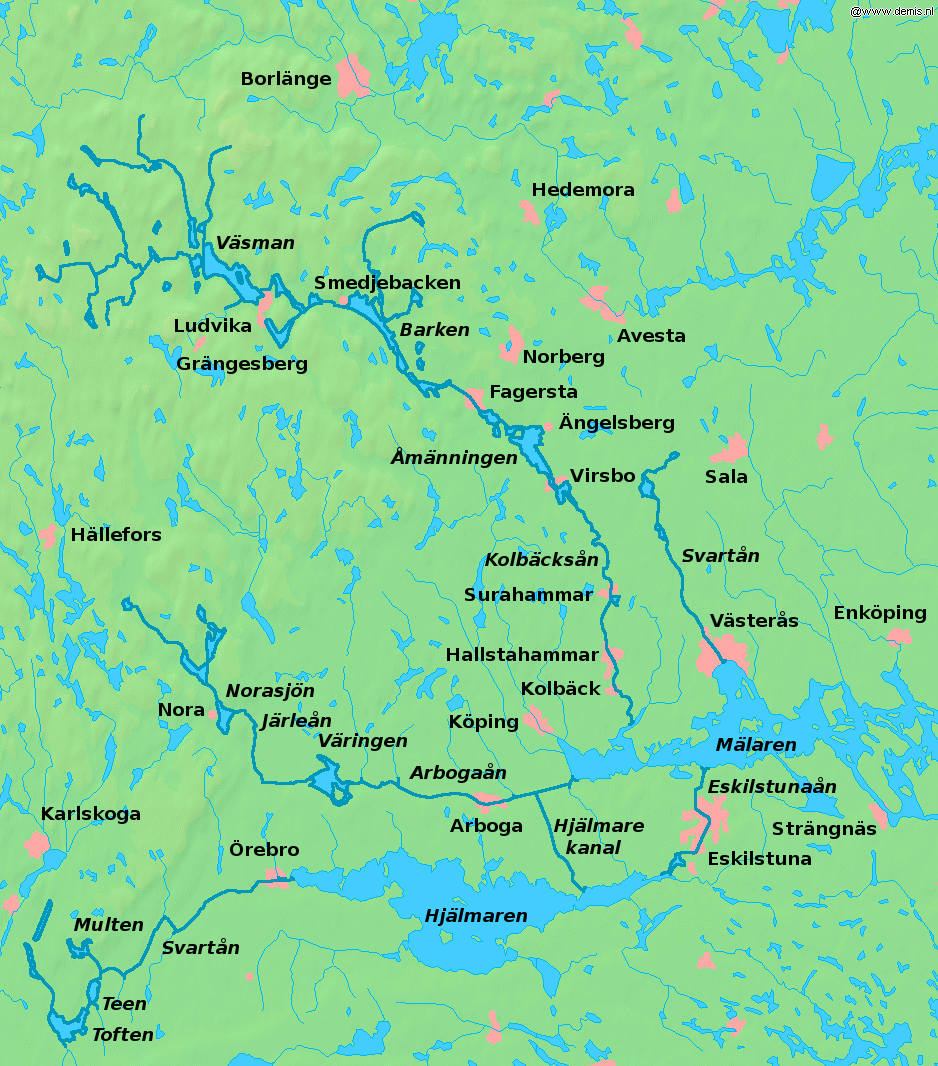
Karta med åar som mynnar i Hjälmaren och västra Mälaren. Svartån nära kartans nedre vänstra hörn.